# Norbert Zechner
Norbert Zechner OSB (* 6. Oktober 1851 im Laintal bei Trofaiach; † 12. März 1888 in St. Lambrecht) war ein österreichischer Benediktiner, der von 1887 bis 1888 Abt der Abtei St. Lambrecht war.

## Leben
Norbert Zechner wurde am 6. Oktober 1851 als Bauernsohn im Laintal bei Trofaiach, heute ein Ortsteil von Trofaiach, damals noch zur eigenständigen Gemeinde Hafning bei Trofaiach gehörend, geboren; sein Taufname war Karl. Im Oktober 1862, gerade elf Jahre alt geworden, kam Zechner an das fürstbischöfliche Knabenseminar Graz, an dem er im Juli 1870 mit Auszeichnung die Matura ablegte und in weiterer Folge ein Theologiestudium am Priesterseminar Graz begann. Am 7. September 1872 trat er in die Benediktinerabtei St. Lambrecht ein. Hier wurde er von Prior Gebhard Husiczka bekleidet und erhielt den heiligen Norbert von Xanten als Patron. Nach dem Noviziat beendete Zechner sein Theologiestudium an der Hauslehranstalt der Benediktinerabtei Admont, ehe am 26. März 1876 seine Priesterweihe in Graz erfolgte.
Mit der Ostermontagsmesse am 17. April 1876 feierte Zechner in der Stiftskirche von St. Lambrecht seine erste Heilige Messe, ehe er am 29. September des gleichen Jahres seine feierliche Profess ablegte. Danach übernahm er die Aufsicht über die Stiftsbibliothek und bald darauf auch über das Stiftsarchiv. Er legte Kataloge der Bibliotheksbestände an und war bis zu seinem frühen Ableben im Auftrag des Abtes Alexander Setznagel mit der Zusammenfassung wichtiger statistischer und historischer Daten betraut. Des Weiteren verfasste er mehrere Beiträge zur Gründungsgeschichte St. Lambrechts und zum Bau der Stiftskirche. Außerdem war er in den umliegenden Stiftspfarren mit Seelsorgeaushilfen beschäftigt und unterrichtete ab 1877 am Stiftsgymnasium Griechisch. Im Frühjahr 1878 wurde er Präfekt des Stiftskonvikts und er langte am 20. November 1884 seine Promotion zum Doktor der Theologie in Graz.
Zu diesem Zeitpunkt bereits an einem Herzklappenfehler leidend, wurde er im Oktober 1886 Stiftsprior und zugleich Kreisdechant, Stiftspfarrer und Novizenmeister. Nachdem der bisherige Abt Alexander Setznagel am 19. Mai 1887 nach kurzer Krankheit verstorben war, übernahm Zechner dessen Amt zuerst als Administrator, ehe er am 13. Oktober 1887 kanonisch zum Abt gewählt wurde. Die Benediktion fand drei Tage später, am 16. Oktober 1887, in der Stiftskirche von St. Lambrecht statt. Nicht einmal ein halbes Jahr später starb Zechner am 12. März 1888 im Alter von 36 Jahren an den Folgen eines Herzinfarktes, den er aufgrund seiner Herzklappenfehlers erlitten hatte. Wie bereits seine Vorgänger wurde er in der Äbtegruft der Stiftskirche beigesetzt.
Neben verschiedene Notizen zur Geschichte des Stiftes St. Lambrecht verfasste er auch das Kapitel über St. Lambrecht im Benediktinerbuch von Sebastian Brunner, das im Jahre 1880 in Würzburg publiziert wurde.